# Air Go Airlines (Griechenland)
Air Go Airlines war eine griechische Frachtfluggesellschaft mit Sitz in Athen. Die Flotte bestand aus einer BAe ATP.